# Sherburne Gillette Hopkins

Sherburne Gillette Hopkins (1914)

Sherburne Gillette Hopkins (* 5. Oktober 1868 in Washington, D.C.; † 22. Juni 1932 ebenda) war ein Washingtoner Rechtsanwalt.

## Leben
Der Vater von Sherburne Gillette Hopkins war Thomas S. Hopkins, der mit ihm das Rechtsanwaltsbüro Hopkins & Hopkins führte. Thomas S. Hopkins war lange Zeit der Washingtoner Rechtsanwalt von Charles Ranlett Flint, Anteilseigner der Pierce Oil Corporation eine Tochter der Standard Oil Company.
Sherburne Gillette Hopkins studierte an der Columbia University Rechtswissenschaft und wurde 1889 als Gerichtsanwalt zugelassen. 1891 organisierte Hopkins Waffen für den Putsch von Jorge Montt Álvarez in Chile. Im Spanisch-Amerikanischen Krieg 1898 wurde Hopkins als Hauptmann auf Kuba eingesetzt. Ab 1910 machte Sherburne Gillette Hopkins Öffentlichkeitsarbeit für das Projekt der mexikanischen Revolution von Francisco Madero. Hopkins behauptete, dass der Sohn von Porfirio Díaz, Coronel ingeniero Porfirio Díaz Ortega, 200 Aktien mit einem Kurswert je Aktie von 1000 USD und 8 % Rendite der El Aguilar, einer Aktiengesellschaft, die von dem Briten Weetman Pearson, 1. Viscount Cowdray gegründet worden war, besessen hätte.
1914 war Sherburne Gillette Hopkins, Anwalt von Henry Clay Pierce (1849–1927 Standard Oil), welcher bemüht war festzustellen, dass er Venustiano Carranza nicht unterstützte.